# داي زي
داي زي (بالإنجليزية: DayZ)‏ هي لعبة فيديو من نوع تصويب منظور الشخص الأول، صدرت في 16 ديسمبر 2013، وهي متوفرة لأنظمة الويندوز و أجهزةبلاي ستيشن 4 وإكس بوكس ون. اللعبة من تطوير بوهيميا إنتراكتيف ومن نشر بوهيميا إنتراكتيف.

## وصلات خارجية
- داي زي على موقع IMDb (الإنجليزية)

- الموقع الرسمي